# Heterachthes fraterculus
Heterachthes fraterculus är en skalbaggsart som beskrevs av Martins och Dilma Solange Napp 1986. Heterachthes fraterculus ingår i släktet Heterachthes och familjen långhorningar.
Artens utbredningsområde är:
- Costa Rica.
- Guatemala.
- Honduras.
- Nicaragua.

Inga underarter finns listade i Catalogue of Life.